# Cantaloupe Island
Cantaloupe Island è un singolo del compositore statunitense Herbie Hancock, pubblicato nel 1964 come estratto dal quarto album in studio Empyrean Isles.

## Descrizione
Si tratta di un brano strumentale eseguito da Freddie Hubbard (tromba), dallo stesso Hancock (pianoforte), da Ron Carter (contrabbasso) e da Tony Williams (batteria).

## Altri usi
Nel 1992 il brano fu campionato dal gruppo musicale jazz rap britannico Us3, nel loro singolo Cantaloop (Flip Fantasia).
Nel 1999 la versione originale fu usata in una celebre pubblicità televisiva dell'azienda svizzera di orologi da polso Tissot.
Nel 2023 il brano è comparso nella colonna sonora del film Un colpo di fortuna - Coup de chance, diretto da Woody Allen.